# Ridha Sfar
Pour les articles homonymes, voir Sfar.
Ridha Sfar, né le 21 août 1948 à Mahdia, est un haut fonctionnaire et homme politique tunisien. Il est ministre délégué chargé de la Sécurité nationale de janvier 2014 à février 2015.

## Biographie

### Formation
Ridha Sfar, qui possède une maîtrise de droit obtenue en 1971, est diplômé de l'École nationale d'administration (1971), de l'École nationale supérieure de la Police (France) en 1975 et de l'École de police du Caire (1976).

### Carrière professionnelle
Sfar entame sa carrière professionnelle en 1972, au ministère de l’Économie nationale puis comme sous-directeur de la Banque de Tunisie (1972-1974). Il devient commissaire au ministère de l’Intérieur (1975) et commissaire général de police jusqu’en 1995.
Entre 1982 et 1987, il est directeur des relations extérieures au ministère de l'Intérieur, puis directeur de la formation entre 1988 et 1995. À cette date, et jusqu'en 2013, il est directeur central au secrétariat permanent du Conseil des ministres arabes de l’Intérieur,.

### Carrière politique
En janvier 2014, il est nommé ministre délégué chargé de la Sécurité nationale auprès du ministre de l'Intérieur Lotfi Ben Jeddou, en tant qu'indépendant au sein du gouvernement de Mehdi Jomaa.

### Vie privée
Ridha Sfar est marié et père de deux enfants.

## Distinctions
- Commandeur de l'ordre tunisien de la République[3].